# Ljuba Hermanová
Ljuba Hermanová (23. dubna 1913 v Neratovicích – 21. května 1996 v Praze) byla česká herečka, muzikálová a operetní zpěvačka a šansoniérka.

## Život

### Rodina, studia
Narodila se jako druhé dítě (prvním byl syn Jan) Anně a Janu Hugovi Herrmannovým; pokřtěna byla Luběnka. Otec byl středoškolsky vzdělaný (vysokou školu nedokončil) a byl úředníkem na státní dráze ve Všetatech. Matka byla absolventkou rodinné školy v Jablonci a byla ochotnickou herečkou. V roce 1924 se rodina přestěhovala do Prahy a Ljuba Hermanová studovala na klasickém gymnáziu v Hálkově ulici na Vinohradech (pozdější Londýnská ul.), poté přestoupila na reálné gymnázium Minerva ve Vojtěšské ulici. Studovala francouzštinu, byla zapsána také do hodin klavíru a s divadlem začala v dětských představeních v Hudebním divadle v Nuslích.

### Před druhou světovou válkou
Studia na pražské konzervatoři nedokončila, už jako sedmnáctiletá začala vystupovat ve smíchovské Aréně, odkud přešla do Švandova divadla. Začínala jakožto operetní subreta v Národním divadle v Bratislavě, později zpívala v Praze v Moderní operetě (působila ve Varieté Karlín), dále v Theater an der Wien ve Vídni a v divadle ve Stýblově pasáži v Praze. Pohostinsky vystupovala v Brně i v zahraničí, např. v Paříži. Ve 30. letech 20. století byla již známá i populární. V roce 1934 se stala hlavní ženskou pěveckou hvězdou Osvobozeného divadla, kde si jako jediná žena zahrála a zazpívala v předscéně s Jiřím Voskovcem a Janem Werichem. Již před tím se v roce 1932 objevila ve filmu V+W Peníze nebo život - zpívala společně s Hanou Vítovou evergreen Život je jen náhoda. Byla však přelétavá a v žádném angažmá nikdy nevydržela dlouho, proto až do začátku druhé světové války vystupovala s hereckou společností Nového divadla Oldřicha Nového.

### Za druhé světové války

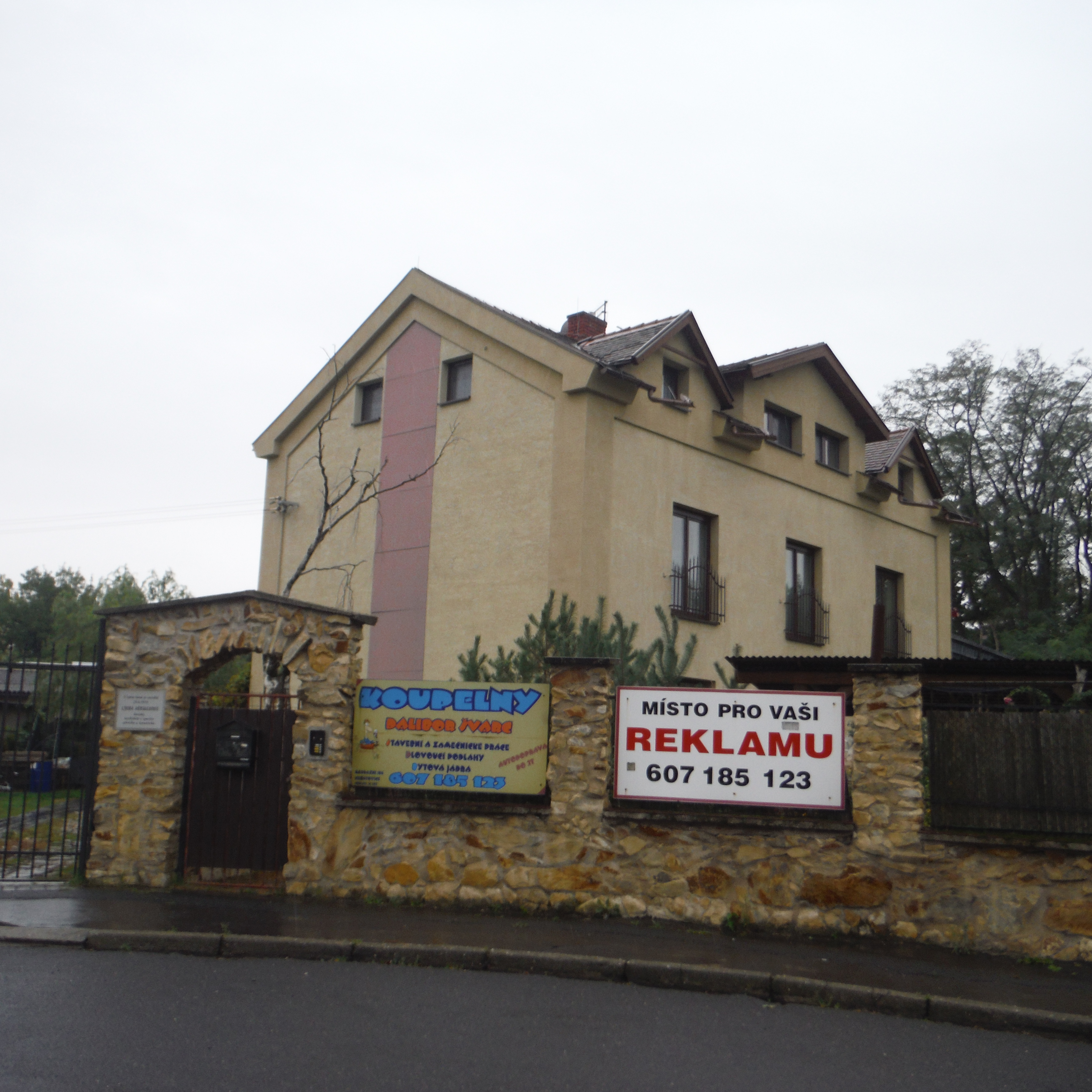
Rodný dům Ljuby Hermanové v Neratovicích

Vzhledem k tomu, že byla poloviční Židovka (ze strany otce), nesměla z rasových důvodů po dobu šesti let v období protektorátu vůbec veřejně vystupovat.

Časopis ExtraStory uvedl na základě publikace Mraky nad Barrandovem Stanislava Mottla a jeho televizního a rozhlasového pořadu Stopy, fakta, tajemství informace o lynčování českého režiséra Jana Svitáka. Autor neuvedl jméno herečky kvůli rozporům ve svědectvích a s ohledem na to, že herečka již nežila a nemohla se ke svědectví vyjádřit. Časopis uvádí: „…proslýchalo se však, že tou ženou byla Ljuba Hermannová.“

### Po druhé světové válce
Po válce v roce 1947 začala hrát v Karlínském hudebním divadle, kde tehdy působil i Oldřich Nový, Jan Werich a Vlasta Burian. V roce 1958 ovšem z divadla odešla a začala jezdit po celé republice s estrádním hudebním programem společně s tehdy velmi populárním zpěvákem Rudolfem Cortésem. Šťastnou náhodou se ovšem dostala i do Reduty a do poetické kavárny Viola, posléze i do Divadla Na zábradlí, kde si zahrála několik zajímavých divadelních rolí. Zde jí také Václav Havel {zdroj}(tehdejší dramaturg divadla) společně s Milošem Macourkem napsali její první recitál Nejlepší rocky paní Hermanové. V té době se začala programově věnovat šansonu, zde spolupracovala s vynikajícími textaři, jako byl Pavel Kopta, Ivan Vyskočil či Jiří Suchý. Další úspěšný recitál v Divadle na zábradlí Kdo jste, Ljubo Hermanová? napsal pro Ljubu Hermanovou Jaroslav Dietl.
Od roku 1960 též vystupovala v pražské Pantomimě Na zábradlí (dnes Divadlo Na zábradlí) ve staropražské revue Devět klobouků na Prahu, kde zpívala devět šansonů mezi pantomimickými částmi.

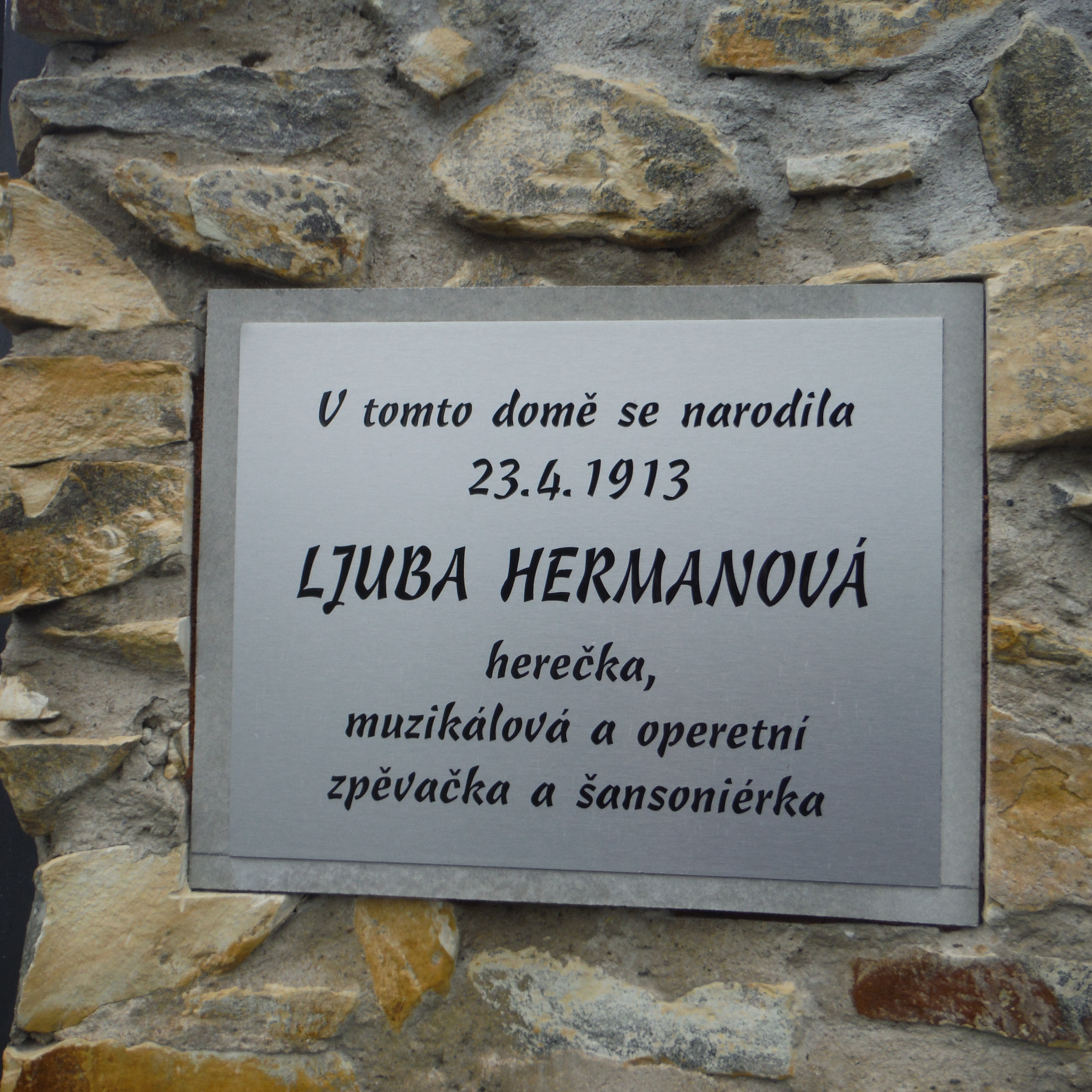
Pamětní deska u rodného domu v Neratovicích

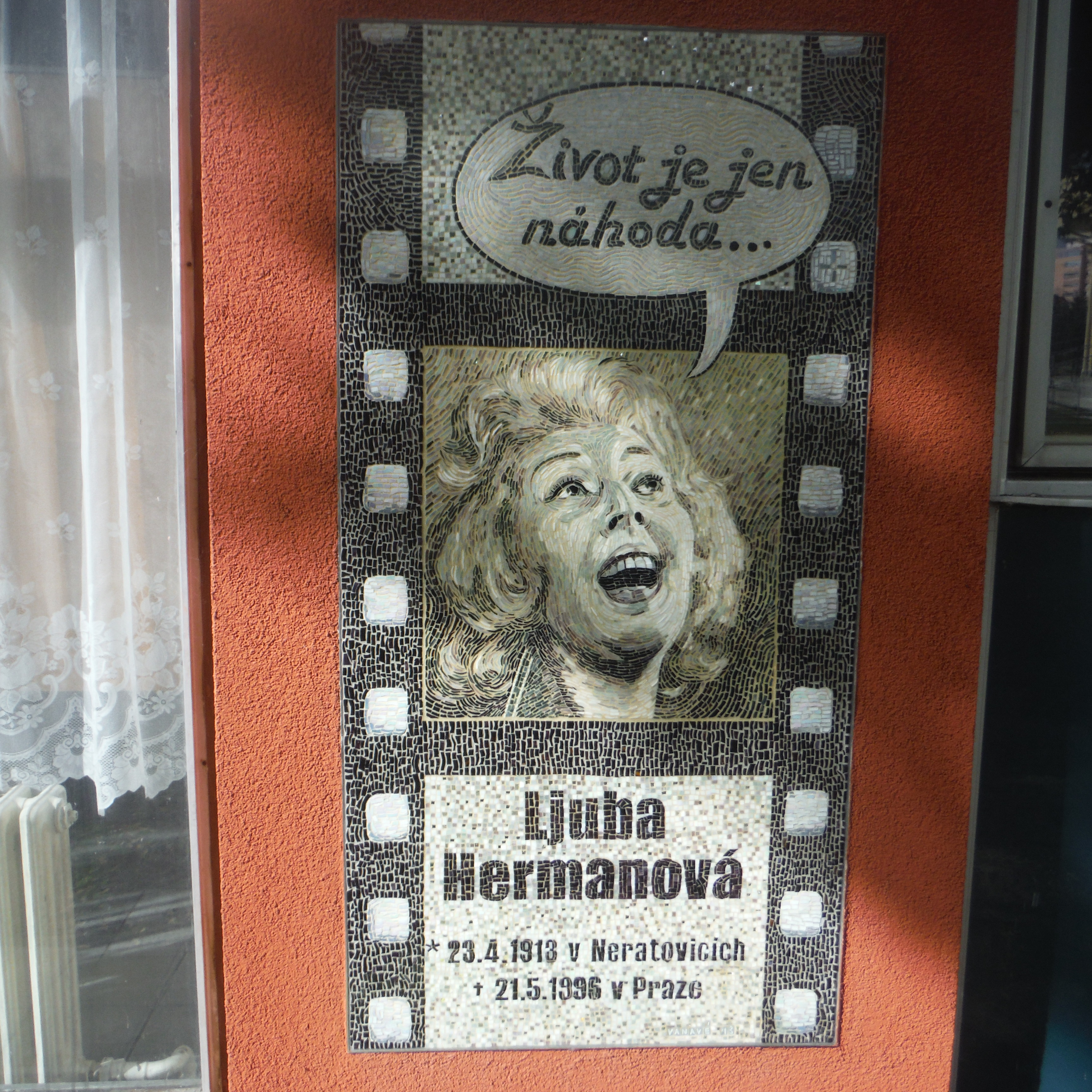
Mozaiková deska na Kulturním domu v Neratovicích

Od roku 1964 také začala vystupovat i v kabaretu Večerní Brno v parafrázi Krále Lávry Karla Havlíčka Borovského (autor Milan Uhde) a v pořadu šansonů Mít zelené tělo sestaveném Ludvíkem Kunderou.
Po brněnském hostování následovalo zahraniční angažmá ve Spolkové republice Německo ve stuttgartském kabaretu Renitenztheater. Další zahraniční nabídku na angažmá v pařížské Olympii již odmítla a zůstala zpívat doma. V závěru života vystupovala se šansoniérem Igorem Šebem. V celém kontextu české populární hudby je právě Ljuba Hermanová považována za ženu-zakladatelku moderního českého šansonu, která předznamenala pozdější tvorbu dalších vynikajících českých šansoniérek, jako byla Eva Olmerová, Judita Čeřovská či Hana Hegerová.
Za svůj život byla čtyřikrát vdaná.

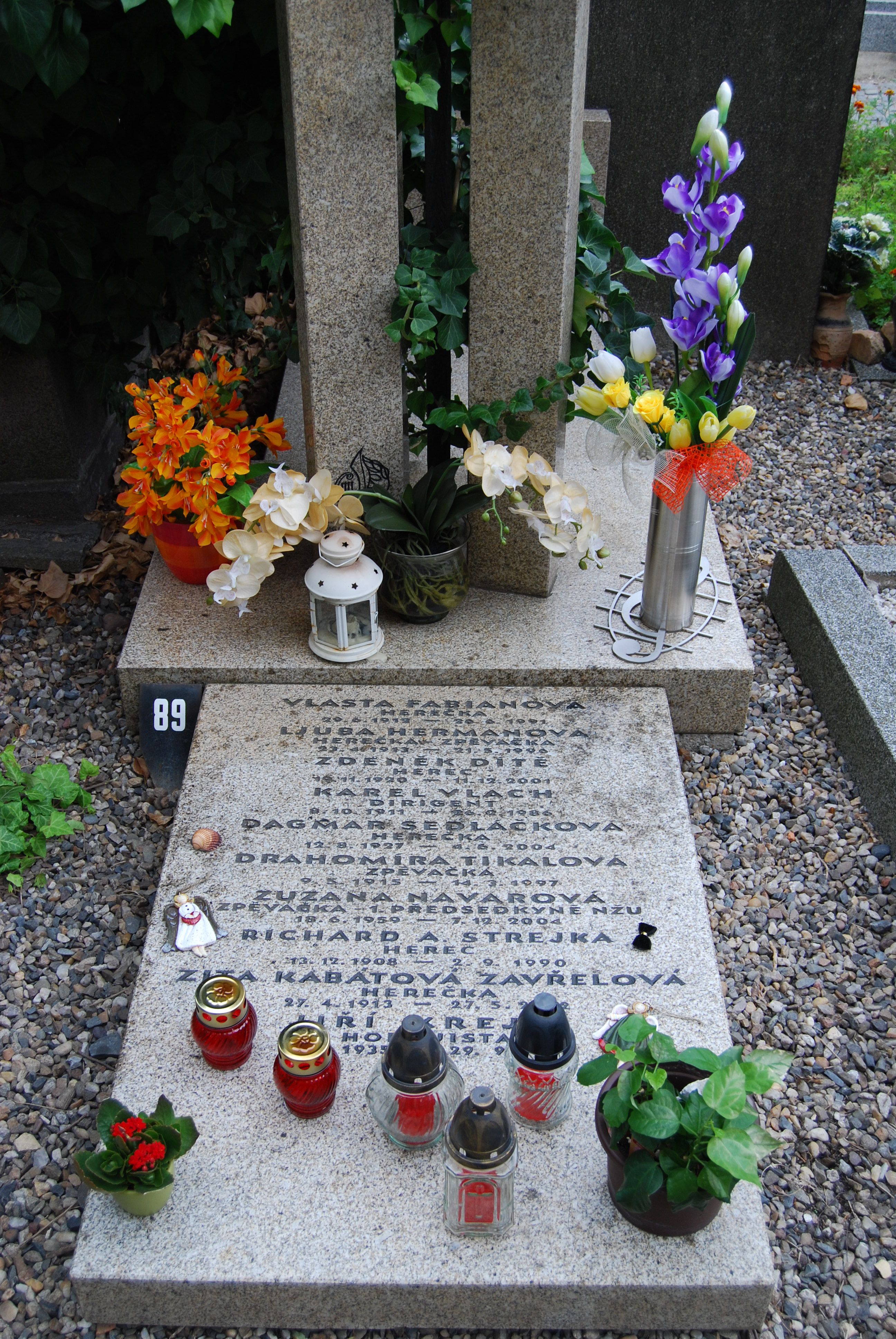
Hrob na Vyšehradském hřbitově

Je pochována na Vyšehradském hřbitově v Praze v hrobě označovaném jako „Pomník českým hercům“, který byl odhalen v roce 1999 a je ve společné péči Herecké asociace a Nadace Život umělce.

### Posmrtná připomínka
Od roku 2013 má pamětní desku – skleněnou mozaiku na společenském domě v rodných Neratovicích.
Od téhož roku má i pamětní desku se jménem a datem narození na plotě u rodného domu (Nádražní ul. č. 27) v Neratovicích.

## Dílo

### Filmografie (výběr)
Ljuba Hermanová hrála v 31 filmech, v dalších zpívala či vystupovala sama, např.:
- 1932 Peníze nebo život – role: Dívka z akvária, režie Jindřich Honzl
- 1933 Vražda v Ostrovní ulici – role: Irma, režie Svatopluk Innemann
- 1938 Panenka – role: Hella, režie Robert Land
- 1957 Poslušně hlásím – role: Dubova prostitutka, režie Karel Steklý
- 1958 Morálka paní Dulské – role: zpěvačka, režie Jiří Krejčík

### Diskografie
- 1959 Písně z leporela „Kdyby tisíc klarinetů“ [11]
- 1961 „Trilobit se diví“ – Jiří Suchý a Ljuba Hermanová / „Cesta domů“ – Rudolf Cortés – Supraphon 013092, SP[12]
- 1968 Portrét Ljuby Hermanové – Supraphon 1 13 0411 H, LP
- 1977 Ljuba Hermanová – Supraphon 1 13 1593 H, LP
- 1976 Tyátr Ljuby Hermanové
- 1983 Večer s Ljubou Hermanovou – Supraphon
- 1993 Račte vstoupit – Supraphon
- 1995 Písničky z hospod Staré Prahy I – Kompilace Supraphon, CD (17. „Ve starém Podskalí“)
- 2008 Pop Galerie – Supraphon SU 5786-2, EAN 99925578626, CD [13]

### Rozhlas
- 1979 Alena Reigerová: Kouzla skřítka Metroníčka (pohádka), Ljuba Hermanová: role Cestující veřejnost; dále: Miroslav Masopust, Zlata Adamovská, Vladimír Brabec, Lubomír Lipský, Jaromír Spal, Ferdinand Krůta a Jana Andresíková; hudba: Leoš Kosek, režie: Jan Berger [14].

## Ocenění
- 1966 titul zasloužilá umělkyně [15]

## Citát
| „            | Ljuba Hermanová, jak se tak na ni dívám a ji pozoruju, má takové kvality jako víno; ona je z velice dobré úrody, z velice dobré sklizně. A věkem v té lahvici – která je stále půvabná a která má stále docela pěkný tvar – ono to víno nabylo na kvalitě. Já mám takový dojem, že Ljuba Hermanová s přibývajícími léty nabyla ke svému talentu i potřebné zkušenosti a že se z ní stalo něco, čemu se říká po celém světě – a znamená to velkou chválu – čemu se říká profík. Profesionál. | “ |
| — Jan Werich | |   |